# Leucostethus
Leucostethus es un género de anfibios anuros neotropicales de la familia Dendrobatidae. Estas ranas se distribuyen por Ecuador, Perú y el sur de Colombia. Contiene muchas especies que anteriormente estaban incluidas en el género Colostethus.

## Especies
Se reconocen las siguientes siete especies:
- Leucostethus argyrogaster (Morales & Schulte, 1993)
- Leucostethus bilsa Vigle, Coloma, Santos, Hernandez-Nieto, Ortega-Andrade, Paluh & Read, 2020
- Leucostethus brachistriatus (Rivero & Serna, 1986)
- Leucostethus fraterdanieli (Silverstone, 1971)
- Leucostethus fugax (Morales & Schulte, 1993)
- Leucostethus jota Marín-Castaño, Molina-Zuluaga & Restrepo, 2018
- Leucostethus ramirezi (Rivero & Serna, 2000)

## Publicación original
- Grant, T., M. Rada, M. A. Anganoy-Criollo, A. Batista, P. H. dos S. Dias, A. M. Jeckel, D. J. Machado & J. V. Rueda-Almonacid. 2017. Phylogenetic systematics of dart-poison frogs and their relatives revisited (Anura: Dendrobatoidea). South American Journal of Herpetology 12 (Special Issue): 1–90.